# Patator

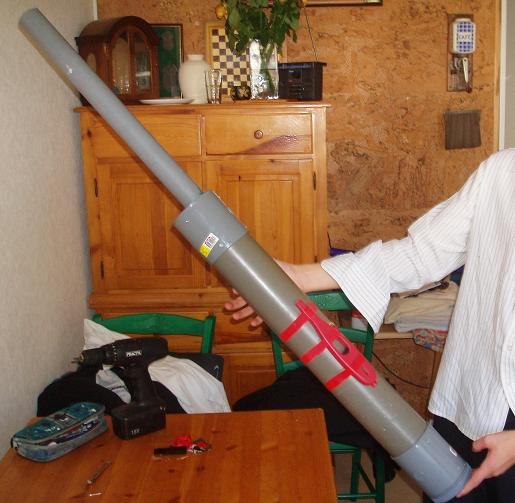
Un patator à combustion fait maison.

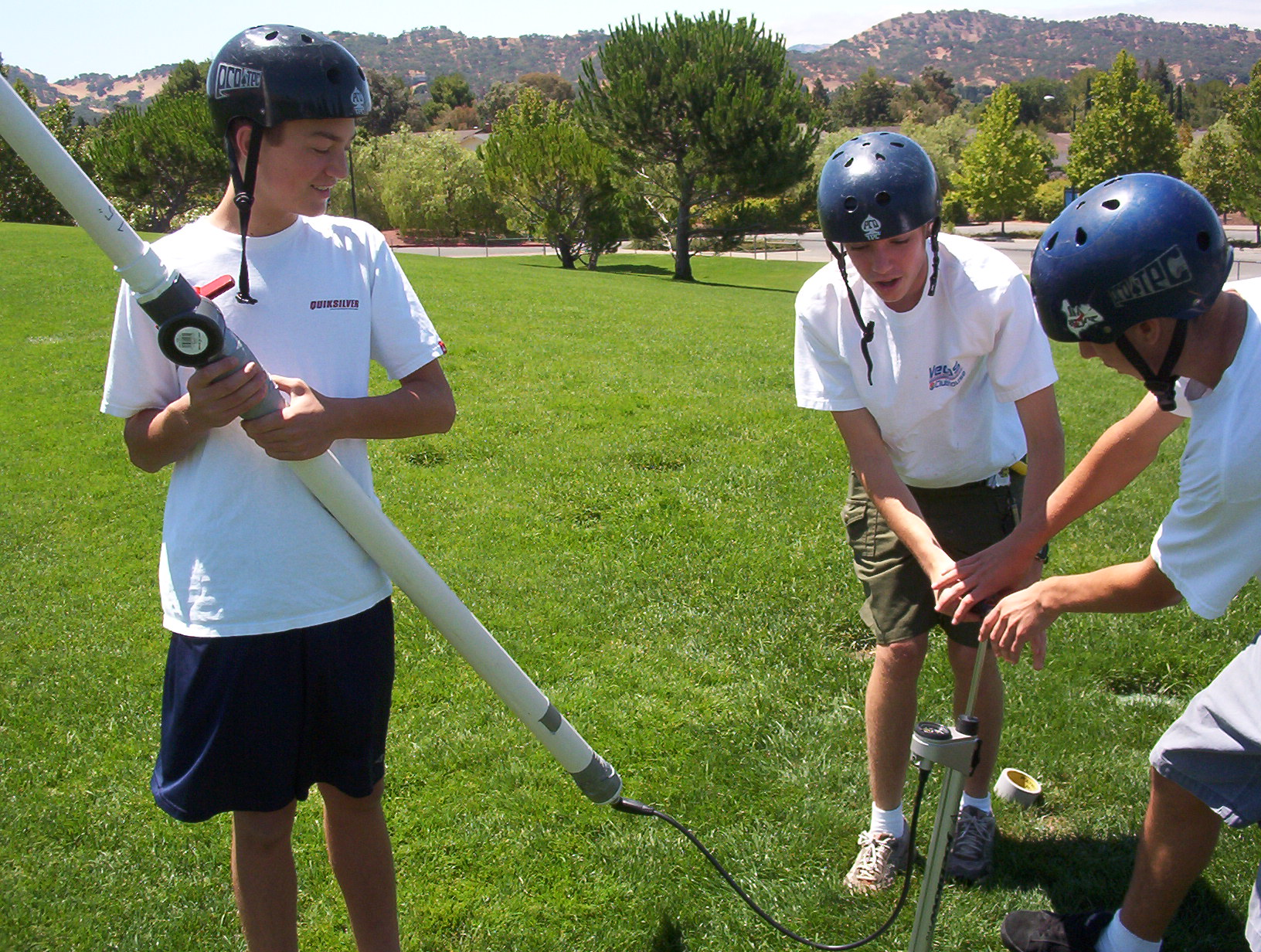
Un patator à propulsion pneumatique.

Le patator (aussi appelé « lance-patates ») est un canon artisanal, utilisé pour projeter sur une grande distance un projectile,,,,, le plus souvent une pomme de terre.
C'est un engin qui peut blesser grièvement, d'une part en raison de la vitesse du projectile, d'autre part en raison des risques d'explosion de l'appareil sous une pression trop forte. Le bruit peut également être la source de blessure auditives, ou simplement être désagréable pour le voisinage.

## Fonctionnement
Le principe est exactement le même que celui d'une arme à feu : l'expulsion du projectile à travers un canon sous la pression d'un gaz. Le patator se distingue par une pression nettement inférieure (un tube en plastique suffira pour la contenir, au lieu d'un canon en métal), par la méthode de génération de la pression, et par la simplification voire une absence de mécanisme de culasse.

### Patator à combustion
La pression est obtenue grâce à la combustion d'un gaz, généralement issu de quelques pulvérisations d'une bombe de laque à cheveux ou de désodorisant d'intérieur, injecté dans une chambre contenant de l'air. Ce modèle se présente sous la forme d'un tube de gros diamètre qui sert de chambre de combustion, sur lequel sont placés un bouchon (fileté) et un réducteur, qui réduit le diamètre de la chambre au diamètre du canon (plus petit). Le plus souvent ce type de patator est construit en tubes de différentes matières, qui doivent être très épais pour limiter les risques d'accidents. Des tubes en PVC de gouttière sont habituellement suffisants pour fabriquer ce type d'engin.
L'allumage se fait couramment grâce à une étincelle, venant d'un générateur de haute tension, d'un circuit flash d'appareil photo jetable, d'un contacteur de briquet électronique...
Afin d'éviter les accidents, il est recommandé de toujours laisser l'arrière du gros tube dégagé. En effet, c'est cette partie (la chambre de combustion) qui contient le filetage et le bouchon vissé qui va avec. Lorsqu'un patator est trop chargé, si la patate résiste trop, la pression de la combustion cherchera forcément à se libérer, et c'est généralement le bouchon qui lâchera en premier. Si le tireur se trouve derrière à ce moment-là, le risque de blessure est réel.

#### Version miniature
Le patator miniature est un patator de petite taille. L'allumage s'effectue à l'aide d'un générateur de haut voltage ou d'un contacteur piézoélectrique. Le principe de fonctionnement est le même que celui d'un patator à combustion classique. La plupart du temps, les tubes sont constitués d'une colle en bâton, pour la chambre de combustion, et d'un stylo, pour le canon.
Ils peuvent tirer de toutes petites rondelles de pomme de terre, mais également des petits pois, des billes de pistolet à billes, etc. Ils sont toujours dangereux, car ils contiennent quand même du gaz, mais leur petite taille les rend moins difficiles à employer.

### Patator à air comprimé
Le fonctionnement du patator à air comprimé (PAC) est dû à la libération soudaine de pression contenue dans la chambre qui vient pousser le projectile. Certains PAC sont munis d'un mécanisme à verrou qui permet une recharge rapide du projectile dans le canon à l'aide d'une brèche refermable.

#### Version à vanne
Ce type de PAC est habituellement conçu à l'aide d'une bouteille d'air comprimé, d'une vanne et d'un tuyau qui sert de canon. La bouteille est reliée à la vanne elle-même reliée au canon. La vanne empêche l'air de sortir dans le canon. Lorsqu'elle est ouverte, l'air s'engouffre dans le canon et emporte le projectile avec lui.

#### Version à QEV

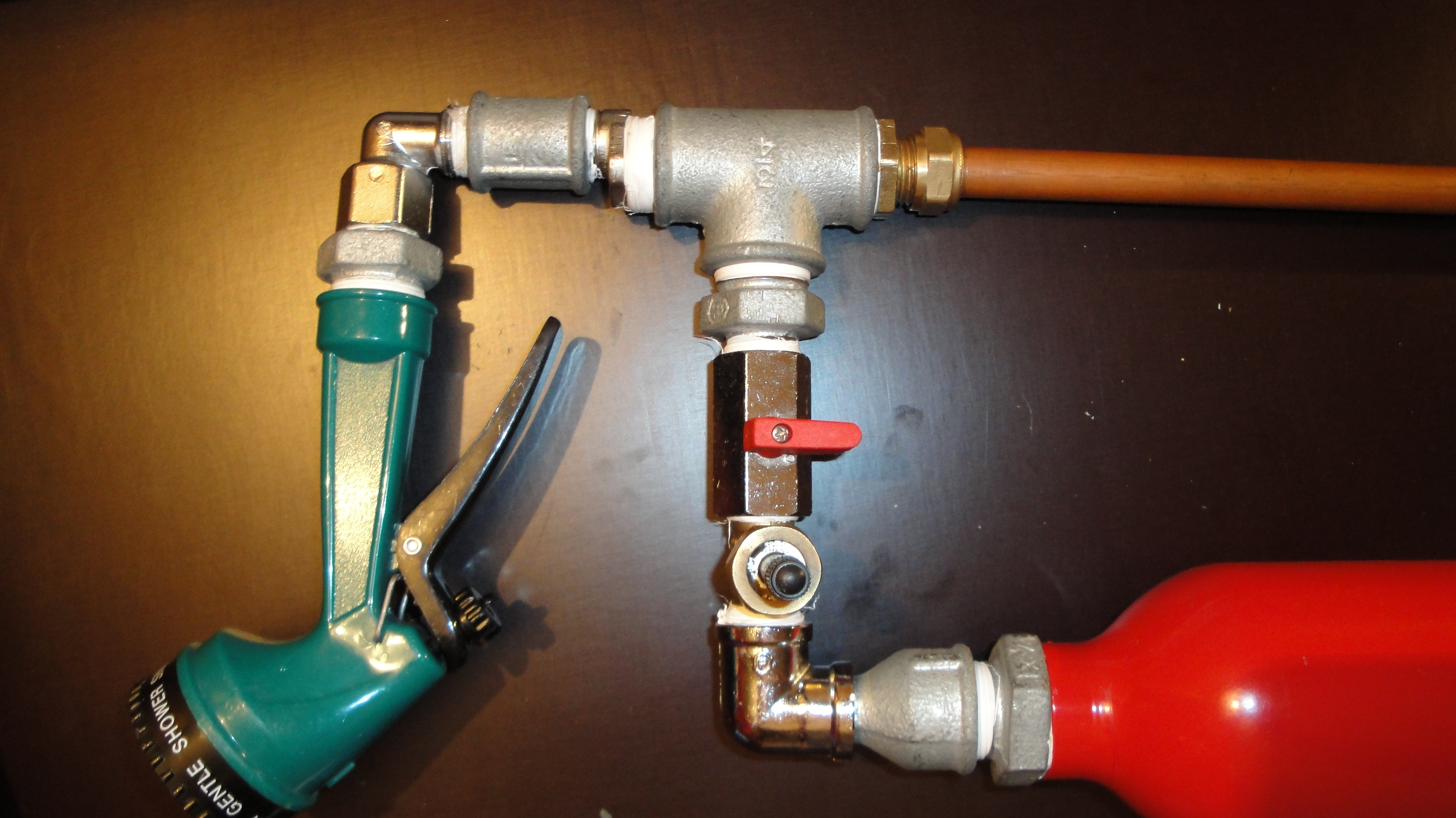
Patator à air comprimé avec QEV.

Certains patators à air comprimé sont équipés d'une pièce artisanale appelée QEV (vanne d'échappement rapide, ou quick exhaust valve) à la place d'une vanne manuelle. La QEV libère l'air beaucoup plus rapidement qu'une vanne classique, ce qui permet d'avoir un meilleur rendement. Leur seul défaut est qu'elle utilise l'air sous pression pour s'actionner. Une partie de la réserve est donc utilisée pour ouvrir la QEV et ne propulse pas le projectile.

### Patator chimique
Le patator chimique fonctionne un peu comme un patator à air comprimé, à la seule différence qu'on ne fait pas monter la pression dedans en pompant ou en utilisant un compresseur, mais par le biais d'une réaction chimique, comme celle du bicarbonate de sodium et du vinaigre, qui produit du dioxyde de carbone gazeux pour les plus petits modèles, ou encore celle du cola/Mentos qui libère le dioxyde de carbone contenu dans la boisson pour les modèles plus gros. Ce type de patator est beaucoup plus petit que les autres ; il est composé d'un assemblage de deux vannes, d'un bouchon et d'un canon.
Ce type de patator doit être réalisé exclusivement en métal et doit pouvoir supporter des pressions bien plus élevées qu'un patator classique. En outre, le mélange chimique employé peut être dangereux.

### Patator hybride
Ce dernier type de patator utilise un système à combustion classique, mais au lieu d'effectuer l'explosion à pression atmosphérique, celle-ci se réalise dans une chambre où le mélange est sous pression. Le mélange de carburant/comburant à l'intérieur de la chambre est réalisé de manière que celui-ci soit « idéal » (stœchiométrique).
Très certainement le plus dangereux de tous, ce type de patator est d'une puissance phénoménale, certains n'ayant pas hésité à concevoir des pièces d'artillerie dont certaines sont de la taille d'un vrai canon de 88 mm allemand. Ces engins reçoivent parfois des gaz sous une pression de 30 bars avant d'être mis à feu.
Ces systèmes sont généralement employés avec des contacteurs électriques commandés à distance, permettant à l'utilisateur de se mettre à l'abri.

## Sécurité
Le patator est un objet dangereux à plusieurs titres :
- Intoxication par les gaz de combustion ;
- Blessures dues à l'explosion d'un patator trop peu résistant par rapport à la violence de l'explosion ;
- Blessures dues à la retombée du projectile ;
- Traumatisme auditif dû au bruit de l'explosion.

Afin de se prémunir contre les risques, il faut respecter quelques règles de sécurité :
- en utilisant des matériaux et colles de qualité ;
- en construisant un patator en métal, ou dans un plastique résistant (PVC) ;
- en utilisant un allumage à distance ;
- en portant des protections (lunettes de protection, casque antibruits…) ;
- en ne visant jamais quelque chose ou quelqu'un avec un patator, les dommages causés par le projectile peuvent être sévères, la puissance est largement suffisante pour causer des fractures osseuses.

## Projectiles utilisés

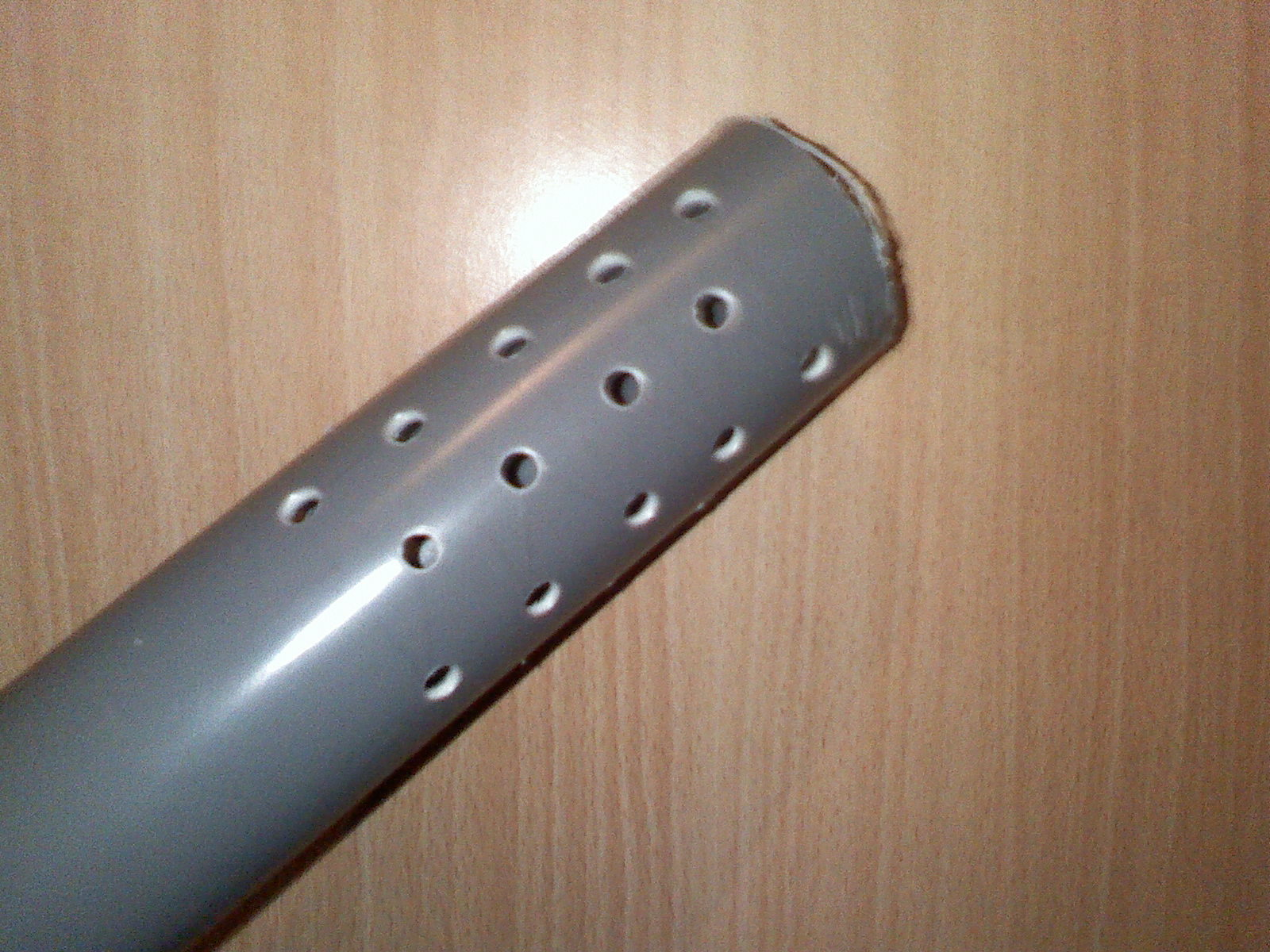
Exemple de perçage de l'extrémité d'un canon de patator, qui permet de stabiliser le projectile lorsqu'il sort du canon, les gaz n'étant pas libérés derrière le projectile.

Le patator peut tirer plusieurs types de projectiles sans bourre comme : 
- des pommes de terre ;
- des pommes.
- Des projectiles avec bourre comme :
  - Des clous ;
  - Des confettis ;
  - Des billes ;
  - Des canettes ;
  - Des écrous ;
  - Des billes de lance-pierres.

La bourre sert à assurer une étanchéité parfaite entre la pression à l'intérieur du canon et l'air libre. Certains projectiles lourds, comme les billes, les écrous et les clous peuvent se révéler très dangereux à l'utilisation. Leur nature métallique, ainsi que leur faculté à se disperser après la sortie du canon (comme les billes d'une cartouche de fusil), peut facilement blesser une personne se trouvant sur leur trajectoire.

## Législation en France
Les patators chimiques et à air comprimé sont des lanceurs dont le projectile est propulsé de manière non pyrotechnique et dont l'énergie à la bouche est comprise entre 2 et 20 joules. Ce sont donc des armes de catégorie D dont la détention est libre mais dont le port et le transport sont interdits sans motifs légitimes (Code de la sécurité intérieure, articles R315-1 à R315-4).
La peine encourue pour leur port ou transport est une amende de 750 €.
Les patators à combustion sont des armes à feu fabriquées pour tirer une balle ou plusieurs projectiles non métalliques. Ce sont donc des armes de catégorie C dont la détention est soumise à déclaration préfectorale et dont le port et le transport sont interdits sans motifs légitimes (Code de la sécurité intérieure, articles R312-1 à R312-6).
Les peines encourues pour leur détention, port ou transport irrégulier sont une peine de prison de 2 ans et une amende de 30 000 €.
Une application stricte des textes de loi classerait le patator à combustion en catégorie A rubrique 1 (matériel de guerre, interdit à la détention) :
Le patator à combustion est en effet une arme à feu à canon lisse de calibre supérieur au calibre 8 (soit 21,2 mm) (Code de la sécurité intérieure, articles R311-2 à R311-4-1 : « 5° Armes à feu à canon lisse et leurs munitions d'un calibre supérieur au calibre 8, à l'exclusion des armes de catégorie C ou D, classées par arrêté conjoint du ministre de l'intérieur et du ministre chargé des douanes ».
La fabrication d'un patator serait alors une fabrication illicite d'arme de catégorie A1 punis en France de 75 000 € d'amende et 5 ans de prison.

## Dans la culture populaire
- Dans le dix-huitième épisode de la saison 7 de Dr House, House emmène Numéro Treize à une compétition de patator.
- L'une des armes utilisées par le héros du jeu vidéo Canis Canem Edit est un patator.
- Lors du 36e épisode de la web-émission What The Cut !?, animée par Antoine Daniel, il finit une bataille avec un « lance-patates », faisant référence à une vidéo déjà analysée sur un producteur maltais de pommes de terre.
- L'acteur Thierry Lhermitte, lors de son passage le 5 novembre 1998[10] dans l'émission La Grosse Émission sur la chaîne Comédie !, a fait une démonstration réussie du patator au présentateur Alain Chabat qui s'est lui aussi pris au jeu, popularisant cet instrument en France[11].
- Dans la saison 4 épisode 14 de Prison Break, Michael Scofield utilise un patator.
- Dans le film Mine de rien de Mathias Mlekuz, comédie française sortie en 2020, Kevin tire une patate dans la tête de Di Lello avec un patator.
- Dans le jeu de tir à la première personne The Finals, le lance-grenade CL-40 a été doté en saison 6 d'un skin mythique « lance-patate » (CL-40 SPUDNIK Skin Showcase | The Finals Season 6 Spud Slinger Set (en anglais)).